# Saint-Sébastien-de-Morsent
 Saint-Sébastien-de-Morsent  es una población y comuna francesa, en la región de Alta Normandía, departamento de Eure, en el distrito de Évreux y cantón de Évreux-Ouest.

## Demografía
| 1088 | 1096 | 841 | 1252 | 3250 | 4626 | 4181 | 3812 |
| Para los censos de 1962 a 1999 la población legal corresponde a la población sin duplicidades (Fuente: INSEE [Consultar]) |      |     |      |      |      |      |      |

Forma parte de la aglomeración urbana de Évreux